# بارهنگ برفی
بارهنگ برفی (نام علمی: Plantago nivalis) نام یک گونه از سرده بارهنگ است.